# Colobothea erythrophthalma
Colobothea erythrophthalma är en skalbaggsart som först beskrevs av Voet 1806.  Colobothea erythrophthalma ingår i släktet Colobothea och familjen långhorningar. Inga underarter finns listade i Catalogue of Life.